# Ligne Ōwani
La ligne Ōwani (大鰐線, Ōwani-sen) est une ligne ferroviaire de la compagnie privée Kōnan Railway dans la préfecture d'Aomori au Japon. Elle relie la gare de Hirosaki sur la ligne Ōu à celle de Ōwani à Ōwani.

## Histoire
Le 25 juillet 1949, la société Hirosaki Electric Railway (弘前電気鉄道株式会社, Hirosaki Denki-Tetsudō Kabushika-kaisha) est créée conjointement par la ville de Hirosaki et l'entreprise Mitsubishi Electric.
Le 26 janvier 1952, elle met en sevice une ligne ferroviaire qui relie la gare d'Ōwani à celle de Chuo-Hirosaki.
Le 1er octobre 1970, la Hirosaki Electric Railway est achetée par la Kōnan Railway et sa ligne de chemin de fer est rebaptisée ligne Ōwani.

## Caractéristiques
La ligne Ōwani opérée par la société Kōnan Railway, d'une longueur de 13,9 km, comprend 14 gares entre Ōwani et Chūō-Hirosaki.
Elle est symbolisée par la couleur orange.

## Liste des gares
| Numéro | Gare                   | Nom japonais   | Distance (km) | Correspondances              | Localisation | Localisation        |
| ------ | ---------------------- | -------------- | ------------- | ---------------------------- | ------------ | ------------------- |
| KW 14  | Ōwani                  | 大鰐駅         | 0,0           | JR East：ligne principale Ōu | Ōwani        | Préfecture d'Aomori |
| KW 13  | Shukugawara            | 宿川原駅       | 0,7           |                              | Ōwani        | Préfecture d'Aomori |
| KW 12  | Sabaishi               | 鯖石駅         | 2,5           |                              | Ōwani        | Préfecture d'Aomori |
| KW 11  | Ishikawa-Poolmae       | 石川プール前駅 | 3,0           |                              | Hirosaki     | Préfecture d'Aomori |
| KW 10  | Ishikawa (ja)          | 石川駅         | 4,4           |                              | Hirosaki     | Préfecture d'Aomori |
| KW 09  | Gijukukōkōmae          | 義塾高校前駅   | 5,7           |                              | Hirosaki     | Préfecture d'Aomori |
| KW 08  | Tsugaru-Ōsawa          | 津軽大沢駅     | 6,7           |                              | Hirosaki     | Préfecture d'Aomori |
| KW 07  | Matsukitai             | 松木平駅       | 8,4           |                              | Hirosaki     | Préfecture d'Aomori |
| KW 06  | Koguriyama             | 小栗山駅       | 9,3           |                              | Hirosaki     | Préfecture d'Aomori |
| KW 05  | Chitose                | 千年駅         | 10,0          |                              | Hirosaki     | Préfecture d'Aomori |
| KW 04  | Seiaichūkō-mae         | 聖愛中高前駅   | 11,3          |                              | Hirosaki     | Préfecture d'Aomori |
| KW 03  | Hirosaki Gakuindai-mae | 弘前学院大前駅 | 12,0          |                              | Hirosaki     | Préfecture d'Aomori |
| KW 02  | Hirokōshita            | 弘高下駅       | 13,1          |                              | Hirosaki     | Préfecture d'Aomori |
| KW 01  | Chūō-Hirosaki          | 中央弘前駅     | 13,9          |                              | Hirosaki     | Préfecture d'Aomori |

## Matériel roulant
La ligne Ōwani est parcourue par des rames Tōkyū 6000 de la série EMU.